# Идиоты (фильм, 1998)
«Идиоты» (дат. Idioterne) — фильм датского режиссёра Ларса фон Триера, снятый им по собственному сценарию в соответствии с правилами манифеста «Догма 95» (также известен как «Догма № 2» — Dogme #2). Главные роли в фильме исполнили Бодиль Йоргенсен, Йенс Альбинус и Анна Луиза Хассинг. Премьера «Идиотов» состоялась в основном конкурсе Каннского кинофестиваля 1998 года и вызвала скандал спорностью тематики и откровенными сексуальными сценами. Мнения критиков о картине разделились в диапазоне от восторженных до пренебрежительных. В национальный кинопрокат фильм вышел 17 июля 1998 года.
Герои картины изображают умственно отсталых, провоцируя окружающих и одновременно стараясь раскрыть в себе, по выражению идеолога группы, «внутреннего идиота». «Идиоты» вместе с предыдущим и следующим фильмами фон Триера «Рассекая волны» и «Танцующая в темноте» образуют так называемую трилогию «Золотое сердце» (Guldhjerte-trilogi): центральной фигурой каждой из этих лент оказывается женщина, демонстрирующая чистое самопожертвование.

## Сюжет
В начале фильма посетители ресторана сталкиваются с группой умственно отсталых людей, неадекватное поведение которых мешает окружающим. Единственная посетительница, испытывающая к ним симпатию, Карен (Бодил Йоргенсен), помогает им выйти из ресторана и едет с ними на такси. В дороге выясняется, что на самом деле эти люди здоровы, но ведут себя на публике как слабоумные. Члены группы называют себя «идиотами» и имитируют слабоумие в общественных местах. Лидером и идеологом группы оказывается Стоффер (сокращённое от «Кристоффер»; Йенс Альбинус), в доме которого и живут «идиоты».
«Идиоты» устраивают коллективные походы на экскурсию на фабрику, в общественный бассейн, в лес, продают якобы сделанные больными безделушки, каждый раз сталкиваясь с обывателями, которые ведут себя так, как от них ожидает политкорректное общество. Во время одного из разговоров Стоффер посвящает Карен в смысл их занятий: имитируя сумасшествие, члены группы должны раскрыть в себе то, что Стоффер называет «внутренним идиотом». Однажды в дом к Стофферу приходит его дядя; выясняется, что именно ему принадлежит дом, а Стофферу было поручено его продать. Позже дом посещает покупательница, которой Стоффер рассказывает о том, что к дому любят приходить живущие неподалёку душевнобольные. Женщина явно теряет интерес к покупке.
В одном из эпизодов в коммуну пришли настоящие душевнобольные. Некоторые «идиоты» отнеслись к ним с нежностью, но Стоффер встретил их с нескрываемой агрессией. Один из «идиотов», сотрудник рекламного агентства Аксель, возвращается на работу (своё отсутствие он объяснял уходом за ребёнком), чтобы провести переговоры с важным клиентом. Неожиданно этим клиентом оказывается другая «идиотка» Катрина, с которой у него длился роман, но ради которой он отказывался бросить семью. Возникает неловкая ситуация, которая разрешается, когда Аксель выходит поговорить с «клиентом» наедине и убеждает Катрину уйти. Однажды к дому приходит местный чиновник, предлагающий «душевнобольным» взятку за то, чтобы они перебрались в другой муниципалитет. Стоффер, сначала представившийся здоровым надзирателем, постепенно приходит в настоящее неистовство, раздеваясь догола и выкрикивает ругательства, так что напуганный чиновник уезжает. Другие члены коммуны скручивают Стоффера и постепенно успокаивают его.
Чтобы поднять настроение, Стоффер объявляет, что у него день рождения, и устраивает вечеринку. Неожиданно он предлагает заняться групповым сексом. Кто-то относится к идее положительно, кто-то (как, например, Карен) не участвует в оргии. Двое «идиотов», Йеппе и Жозефина, уходят в отдельную комнату. Их ласки начинаются как игры душевнобольных, но постепенно зритель видит, что они по-настоящему любят друг друга. В следующем эпизоде в коммуну приезжает отец Жозефины. Говоря, что Жозефина больна и в коммуне перестала принимать таблетки, а он несёт за неё ответственность, он забирает её с собой. Йеппе пытается остановить его, но его протест оказывается бесполезным.
Предвидя крах коммуны, Стоффер предлагает всем доказать, что они раскрыли подлинного «внутреннего идиота», и прийти в облике «идиота» к своим друзьям или близким. Первый, на кого указал жребий, сразу отказывается. Второй — Хенрик, преподаватель класса живописи для пенсионеров, — оказывается неспособным разыграть сумасшествие перед своими учениками. После этого Карен заявляет, что она готова. Вместе с Сюзанной (Анна Луиза Хассинг) — единственным членом группы, кто никогда не прикидывается идиотом, а играет роль сопровождающего, — Карен приходит к себе домой. Здесь зритель узнаёт, что она потеряла ребёнка и, не в силах справиться с горем, сбежала из дома, никому ничего не сказав, а семья осуждает её за это проявление слабости. Во время семейного ужина Карен начинает изображать идиота, роняя еду мимо рта. Муж Карен в ярости даёт ей пощёчину. Карен и Сюзанна покидают дом.

## В ролях
| Актёр              | Роль     |
| ------------------ | -------- |
| Бодиль Йоргенсен   | Карен    |
| Йенс Альбинус      | Стоффер  |
| Анна Луиза Хассинг | Сюзанна  |
| Николай Ли Кос     | Йеппе    |
| Тролс Любю         | Хенрик   |
| Луизе Миеритц      | Жозефина |
| Хенрик Прип        | Пед      |
| Луис Мезонеро      | Мигель   |

| Актёр                  | Роль                            |
| ---------------------- | ------------------------------- |
| Кнуд Ромер Йоргенсен   | Аксель                          |
| Трин Михельсен         | Нана                            |
| Анне-Грете Бьяруп Риис | Катрина                         |
| Паприка Стеен          | покупательница дома             |
| Эрик Ведерсёэ          | дядя Стоффера                   |
| Микаэль Моритцен       | чиновник из муниципалитета      |
| Андерс Хове            | отец Жозефины                   |
| Ларс фон Триер (голос) | интервьюер (не указан в титрах) |

## История создания

### «Догма 95»

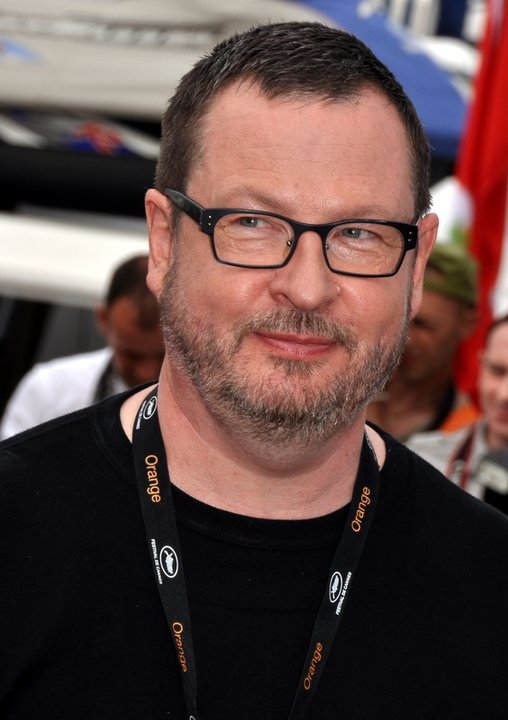
Ларс фон Триер

В марте 1995 года в Париже на празднестве, посвящённом столетию кинематографа, Ларс фон Триер обнародовал манифест «Догмы 95», подписанный им вместе с ещё одним датским кинорежиссёром Томасом Винтербергом (на самом деле фон Триер был единственным автором текста). Подписанты манифеста провозглашали разрыв с современным кинематографом, символами которого были объявлены, с одной стороны, Голливуд, а с другой — французская новая волна и концепция авторского кино. Этот разрыв был скреплён «Обетом целомудрия» — набором из десяти правил, приложенных к тексту манифеста. «Обет целомудрия» включал запреты на применение разнообразных технических средств, которые создавали иллюзии и искажали восприятие зрителя, и обязывал режиссёра исключить своё имя из титров.
«Идиоты» стали вторым фильмом, который фон Триер снял после публикации манифеста. Первым был «Рассекая волны», но картина не имела отношения к установкам «Догмы 95» и вообще стала самой дорогой на тот момент из снятых фон Триером.
Первые два сертификата соответствия правилам «Догмы 95» получили «Торжество» Винтерберга (за № 1) и «Идиоты» (за № 2). Впоследствии ни фон Триер, ни Винтерберг не снимали фильмов в соответствии с ограничениями «Обета целомудрия».

### Съёмки
Фон Триер утверждал, что написал сценарий фильма за четыре дня, но позже пояснил, что идея снять фильм о людях, ведущих себя как идиоты, родилась примерно в одно время с манифестом, и в течение двух лет он размышлял над будущим проектом. Режиссёр рассказывал, как его мать, государственная служащая, занималась размещением учреждений для ухода за душевнобольными и столкнулась с сопротивлением копенгагенского муниципалитета Сёллерёд, где жили сами Триеры. Эта история стала одним из побудительных мотивов для создания фильма. Дом, где живут герои фильма, расположен в Сёллерёде, и там же прошла большая часть съёмок.
Весь фильм выполнен ручной видеокамерой. Большую его часть режиссёр снял на камеру лично (по словам фон Триера — около девяноста процентов), над остальными эпизодами трудились операторы Кристофер Нюхольм, Йеспер Яргил и Каспер Хольм. Фон Триер рассказывал, что сначала предполагалось использовать киноплёнку 35 мм, как это предписано манифестом «Догма-95», но съёмочная группа отказалась работать с громоздкой кинокамерой. Потом кто-то обратил внимание на то, что «35-миллиметровое» ограничение распространяется только на копии фильма для кинотеатральной дистрибуции, а снимать фильм можно в любом формате, и тогда, рассмотрев вариант с киноплёнкой 16 мм, в итоге было решено остановиться на видео, а для проката сделать тридцатипятимиллиметровую копию. Всего фон Триер создал больше ста часов материалов. Низкая стоимость съёмок видеокамерой позволяла делать неограниченное количество дублей. Сцены снимались последовательно — в том же порядке, в котором они шли в сценарии. В большинстве эпизодов актёры импровизировали, однако завершающая сцена в доме Карен была особенно важна для фон Триера, и он подробно проработал её ещё до начала кастинга. В ней от актёров не требовалось импровизации, а на её создание было отведено три дня. Другой важный эпизод — разговор Карен и Стоффера, когда Карен спрашивает лидера группы, «зачем они это всё делают», первоначально должен был происходить в маленькой комнате, но, по словам режиссёра, нужного эффекта получилось добиться, перенеся действие в лес, где актёры получили большую свободу движения.
Для многих актёров, занятых в главных ролях, «Идиоты» стали кинодебютом, хотя у большинства была театральная подготовка. В эпизодических ролях были заняты непрофессионалы. Фон Триер объяснял актёрам, что от них требуется не играть на камеру, а существовать перед камерой. В первый день съёмок, несмотря на несколько дней репетиций, актёры слишком сильно переигрывали, после этого режиссёр провёл с каждым «идиотом» отдельную беседу. Когда снимался эпизод с групповым сексом, фон Триер пришёл на съёмочную площадку голым. Первоначально фон Триер хотел, чтобы актёры сами совершили половой акт, но в итоге был вынужден прибегнуть к услугам профессиональных порноактёров. Триер известен своим диктаторским поведением на съёмочной площадке и конфликтами с актёрами, и «Идиоты» не были исключением. Например, он доводил до слёз Бодил Йоргенсен и Анну-Луизу Хассинг, добиваясь необходимого эмоционального накала. Были у Триера стычки и с Кнудом Ромером Йоргенсеном.
Во время съёмок «Идиотов» фон Триер вёл аудиодневник, по окончании каждого дня перечисляя произошедшее и записывая свой монолог на диктофон. Получившиеся записи фон Триер отдал журналисту Питеру Эвигу для литературной обработки, позднее этот дневник был издан. Оператор Йеспер Яргил одновременно с работой над «Идиотами» снимал документальный фильм, который вышел под названием «Униженные» (англ. The Humiliated, дат. De Ydmygede). В него закадровым комментарием включены отрывки дневника фон Триера, зачитанные самим режиссёром. Премьерный показ «Униженных» состоялся на Гётеборгском кинофестивале 1999 года, после чего фильм был продемонстрирован на других фестивалях по всему миру.
В 2002 году в документальном фильме о «Догме 95» авторы четырёх первых фильмов «Догмы» (фон Триер, Винтерберг, Кристиан Левринг и Сёрен Краг-Якобсен) признались, что ни один из них не смог соблюсти все условия «Обета целомудрия». Фон Триер в своём признании указал, что в «Идиотах» в одной из сцен в нарушение четвёртого правила использовал искусственный источник освещения. Кроме этого, фон Триер использовал в фильме музыку (нарушение второго правила), но чтобы правило было соблюдено формально, музыкант исполнял на гармонике тему из «Лебедя» Сен-Санса прямо на площадке во время съёмок. А при подготовке к прокату «Идиотов» продюсеры без ведома фон Триера использовали оптический фильтр, что нарушало пятое правило. Продюсеры осветлили изображение в некоторых сценах, которые выглядели слишком затемнёнными.

### Премьера и прокат

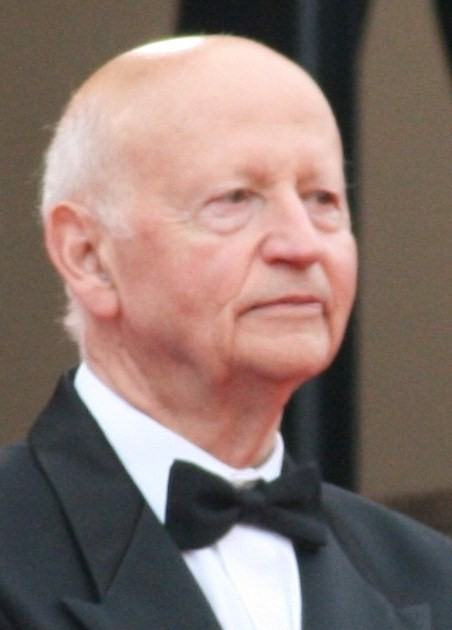
Директор Каннского фестиваля Жиль Жакоб лично спустился по лестнице фестивального дворца, чтобы приветствовать Триера

«Идиоты» были отобраны в основной конкурс Каннского кинофестиваля 1998 года, премьера состоялась 20 мая. Представлять свой фильм фон Триер приехал на микроавтобусе с надписью «Идиоты», и директор Каннского фестиваля Жиль Жакоб лично спустился по лестнице фестивального дворца, чтобы приветствовать режиссёра. Тем не менее «Идиоты» не получили наград киносмотра, большего успеха достиг также участвовавший в конкурсе Винтерберг, «Торжеству» которого был присуждён Приз жюри. Показ картины Триера не обошёлся без скандала, британский кинокритик Марк Кермод был выведен из зала за то, что прокричал: «Il est merde! Il est merde!» (с фр. — «Это дерьмо! Это дерьмо!») 17 июля 1998 года «Идиоты» вышли в датский кинопрокат. В ноябре того же года «Идиоты» демонстрировались на Лондонском кинофестивале, по итогам которого были отмечены премией жюри Международной федерации кинопрессы.
Международный кинопрокат фильма был осложнён демонстрацией эрекции и сценой несимулированного полового акта, которые делали «Идиотов» одной из самых откровенных непорнографических лент своего времени, и появлением в одном из эпизодов настоящих душевнобольных. В 1999 году Британский совет по классификации фильмов разрешил прокат картины в кинотеатрах страны, заключив, что «Идиоты» не показывали психических отклонений в оскорбительном контексте. В 2000 году «Идиоты» вышли на киноэкраны США. В американской прокатной версии кадры с гениталиями были ретушированы, благодаря чему фильм получил рейтинг R (подростки до 17 лет допускаются в сопровождении родителя). Фильму было отказано в прокате в Ирландии, потому что местный цензор рассудил, что он может «развратить» зрителей.
В марте 2005 года британский телеканал Channel 4 показал «Идиотов» в ночном эфире без купюр (раньше фильм демонстрировался на телевидении только с ретушированием), что стало причиной множества жалоб и расследования со стороны национального телевизионного регулятора Office of Communications. В мае 2005 года регулятор вынес решение о том, что канал не нарушил применимых правил, поскольку художественный замысел и ценность фильма, а также два предупреждения зрителей о наличии откровенной сексуальной сцены (первое было сделано перед сеансом, второе — непосредственно перед началом эпизода, содержащего спорную сцену) оправдывали демонстрацию «Идиотов» в оригинальном виде.

## Темы и художественные особенности

### Форма и эстетика
«Идиоты» сняты как документальный фильм, на такое впечатление работают трясущаяся съёмка ручной камерой и рваный монтаж, который заменяет традиционную плавную смену сцен, в кадр попадает съёмочное оборудование. Фон Триер в интервью говорил, что «Идиоты» — это «современный фильм, но вместе с тем и ностальгический, это тоска по ушедшей французской „новой волне“, и то, что случилось на её поминках». Критики видят в «Идиотах» преемственность от эстетики «партизанского театра», зародившегося как форма общественного протеста и инкорпорировавшего элементы дадаизма. Одновременно с этим критики неоднократно писали о том, что «Идиоты» сознательно эксплуатируют эстетику дурного вкуса. По словам Джона Рокуэлла, «Идиоты» стали самым провокационным фильмом режиссёра не только из-за откровенных сексуальных сцен, но и из-за грубости и видимого безвкусия.
Эпизоды фильма перемежаются кадрами «интервью», которые персонажи фильма дают невидимому собеседнику (на самом деле вопросы задаёт сам Ларс фон Триер). В интервью спустя некоторое время после основных событий персонажи рассказывают о своей роли в этих событиях и о том, как они понимают произошедшее. Всего таких врезок девять, при этом в интервью не участвуют Стоффер и Карен. Ове Кристенсен замечает, что, с одной стороны, эти врезки усиливают впечатление того, что зритель смотрит документальный фильм, но с другой — они оставляют больше вопросов, чем ответов: следует ли воспринимать интервью как часть основного нарратива? как следует относиться к тому, что вопросы героям фильма задаёт создатель этого фильма? Сергей Кудрявцев видит смысл этих вставок в том, что благодаря им создаётся эффект переноса рассказанной истории в прошлое, а персонажи предстают повзрослевшими и преодолевшими период «бунтарства». Таким образом, игра в «идиотов» становится ещё одной несбывшейся утопией. Кэролайн Бейнбридж считает, что интервью выполняют двойственную функцию. Они вносят в повествование элемент рефлексии и одновременно сами являются частью нарратива, позволяя зрителю предвидеть развитие сюжета и обращая его внимание на те события будущего, которые будут иметь ключевое значение. По Бейнбридж, интервью также становится одним из способов показать главенствующую роль камеры, которая как бы продолжает неотступно следовать за актёрами. Рассказывая о съёмочном процессе, Анна Луиза Хассинг говорила, что не понимала смысл интервью и при этом ощущала раздвоение между собой и персонажем. Интервью записывались через три недели после окончания съёмок. Интервью с Сюзанной (Анна Луиза Хассинг) фон Триер снял через восемь месяцев.

### «Внутренний идиот»

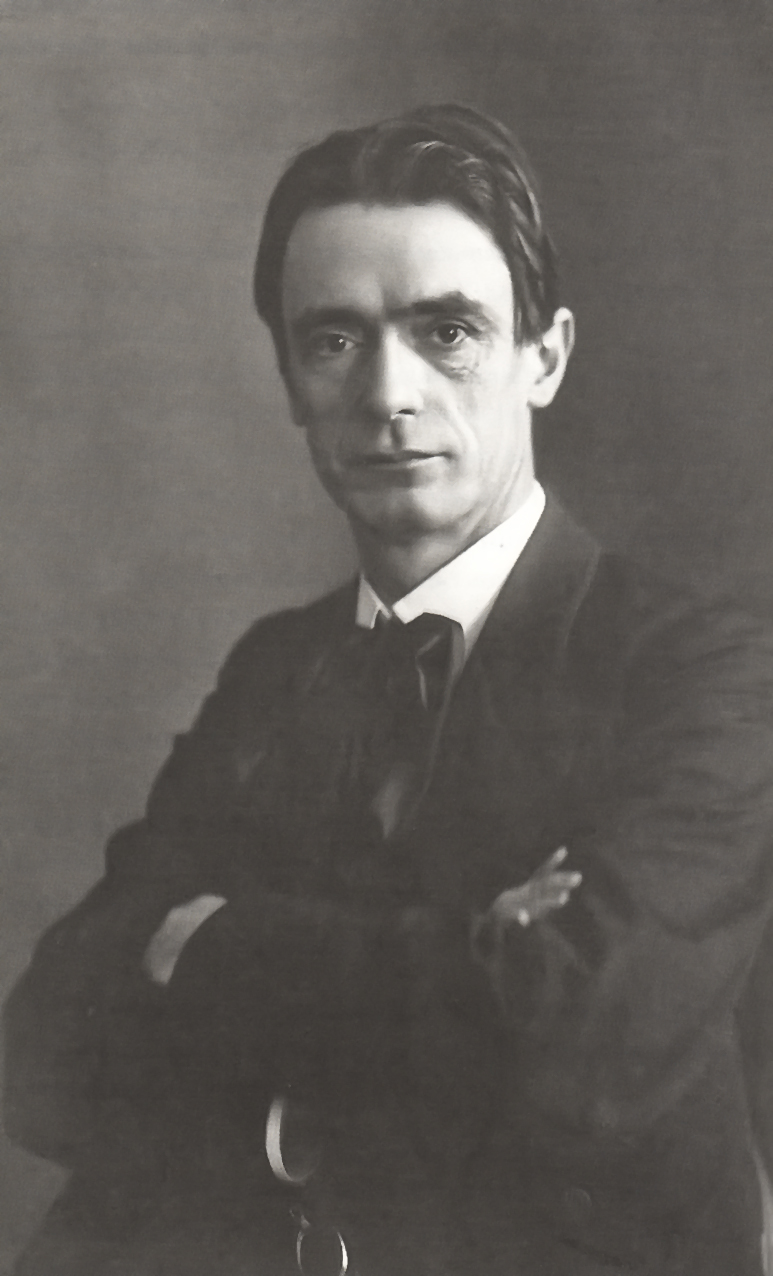
Рудольфу Штайнеру принадлежит фраза: «Сумасшедшие посланы нам с небес»

Герои в фильме называют себя словом spasser. В переводе с датского это пренебрежительная кличка умственно отсталых или инвалидов. По словам фон Триера, он как-то узнал о высказывании австрийского философа Рудольфа Штайнера «сумасшедшие посланы нам с небес» и развил понравившуюся ему мысль так, что не только идиот может быть даром для окружающих, но и состояние идиота может помочь самому человеку преодолеть страхи, укоренённые в рациональном и привычном отношении к окружающему миру.
Критики отмечают, что поиск героями «внутреннего идиота» — свободного, не отягощённого условностями современного общества человека, живущего в гармонии с собой, — и антиобщественное поведение имеют своих предшественников в виде хиппи и других движений контркультуры 1960-х. Джим Хоберман рассматривает начальную сцену в ресторане, где «идиоты» нарушают покой посетителей, как покушение на правила поведения за столом, «краеугольный камень цивилизации» по определению Клода Леви-Стросса. Оуэн Глейберман (Entertainment Weekly) охарактеризовал «внутреннего идиота» как «чистого, грустного, трудного ребёнка, потерявшегося за буржуазными фасадами». До тех пор, пока задачей было раздражать окружающих, которые испытывают дискомфорт от нахождения рядом с «идиотами», но в силу общественных установок не могут позволить себе открыто выразить недовольство происходящим, демонстрация «внутреннего идиота» была простой. Но герои последовательно терпят неудачу, когда от них требуется испытать на прочность самих себя, столкнувшись с реальным миром. Первой ласточкой поражения стала встреча с настоящими умственно отсталыми. О крахе идеологии «идиотов» свидетельствует сцена с отцом Жозефины. Немолодой модно одетый мужчина, навсегда забирающий дочь из коммуны при бездействии Стоффера, олицетворяет безжалостный внешний мир, мир родителей, который оказывается сильнее игры в идиотов. Перед финалом, когда Стоффер предложил предстать «идиотом» перед своими близкими, ни у одного из членов группы это не получается: кто-то отказывается сразу, кто-то соглашается, но не может начать «играть».
Павел Лунгин заключил, что «идиоты» фон Триера на поверку оказываются «идиотами Достоевского, больными, несчастными, измученными, неуверенными в себе, не умеющими или не решающимися любить». Он задаёт вопрос о том, как понимает феномен юродства фон Триер, и не даёт собственного ответа. По его мнению, фон Триер может как относиться к юродству как к высшей мудрости, так и высмеивать его как новое прибежище запутавшихся западных философов. Кевин Томас (Los Angeles Times) считает, что эксперимент «идиотов» оказал положительное воздействие на участников коммуны, раскрепостив их и научив быть естественными, лучше понимать себя и окружающих в отчуждающем технологическом мире. Антон Долин приходит к выводу, что волевой возврат к «естественному состоянию» принципиально невозможен, а Карен оказалась единственным человеком, сумевшим найти «внутреннего идиота», потому что она уже — как это открывается в финале — оказалась на грани безумия, потеряв ребёнка. Для Долина ужас последней сцены фильма ещё и в том, что она не отвечает на вопрос, была ли это игра или Карен уже не сможет переступить черту в обратном направлении и вернуться из состояния «идиота» к нормальной жизни. Хоберман заключает, что если обычно жизнь оказывается сильнее искусства, то в реальности фильма фон Триера всё происходит наоборот.
Поиск героями фильма «внутреннего идиота» неоднократно сопоставлялся с самим манифестом «Догма 95»: если «идиоты» хотели вернуться к естественному состоянию человека, то фон Триер декларировал в манифесте возвращение к естественному кинематографу. И в обоих случаях возвращение к естественности сопровождалось нарушением сложившихся эстетических представлений. Режиссёр сделал в своём съёмочном дневнике запись: «Сходство между мной и им [Стоффером] становится всё более явным и гротескным за исключением того, что его инфантилизм — ничто по сравнению с моим».

### Драматургия фильма
Манифест «Догмы 95» утверждал, что драматургия стала «золотым тельцом» и одной из причин упадка кинематографа, породив такие черты современных фильмов, как предсказуемость и искусственность чувств. В «Идиотах» фон Триер нарушает ряд законов драматургии, представляя зрителю местами сырой нарратив и не до конца проработанных второстепенных персонажей. В то же время Джон Рокуэлл отмечает, что «Идиоты» несмотря на эти дефекты и декларативность отказа от роли режиссёра остаются глубоко авторским фильмом, сценарий которого в ключевых точках хорошо продуман. Повторный просмотр фильма открывает зрителю новые связи между событиями. Так, в одном из эпизодов Стоффер, рассуждая о «внутреннем идиоте», указывает на живот Карен, и та не может сдержать слёз. В сцене прощания Карен называет Йеппе «маленьким ребёнком», которого она любила как никого другого кроме одного случая, который был «давно». Эти реплики получают объяснение, когда зритель узнаёт о трагедии Карен. Дэн Ниссен обнаруживает в фильме три «уровня», и каждый новый уровень делает фильм трагичнее. Первый — это безобидная игра в «идиотов» с анонимным окружением (например, посетителями бассейна). Второй — уже более некомфортное и вместе с тем более комичное взаимодействие с какими-то индивидуализированными незнакомцами, например, покупательницей дома или байкерами в баре. Наконец, третий уровень — столкновение членов группы с чем-то личным. К нему принадлежит приезд отца Жозефины и к нему же — кульминационная сцена в доме Карен.
Два главных героя — глава группы «идиотов» Стоффер и присоединившаяся к ней последней Карен — отчётливо противопоставлены друг другу. Стоффер — лидер группы (в интервью другие «идиоты» замечают, что никто не помнит, чья это была идея, но все признавали Стоффера за лидера) и догматик-идеалист, создатель теории, с которой он соизмеряет свои действия, а Карен руководствуется чувством и интуицией. Когда Стоффер приходит к заключению, что «внутренний идиот» не реализуем на практике, он признаёт поражение и принимает решение распустить группу. Альбинус, характеризовавший своего персонажа одновременно как творческую силу и саморазрушительного персонажа, проводил параллель между ним и Ставрогиным из «Бесов» Достоевского.
Карен дополняет обширную галерею женских персонажей фон Триера. Из картины в картину фон Триер делает своими главными героями женщин, наделяя их естественностью и интуитивным пониманием добра. Фон Триер объединял «Рассекая волны», «Идиотов» и «Танцующую в темноте» в условную трилогию «Золотое сердце». Это выражение режиссёр взял из детской сказки, героиня которой, девочка, раздаривала всё, что имела, встречным. Карен, как и Бесс из «Рассекая волны» и Сельма из «Танцующей в темноте», ради близких людей отдаёт буквально всё, что имеет. Если Бесс и Сельма в конце концов пожертвовали свои жизни буквально, то Карен, показавшая своим новым друзьям, что их идеология может быть реализована, осталась жить, но потеряла разум и семью. Томас Больтцер пишет, что именно жертва Карен самая тяжёлая из трёх, так как в отличие от Бесс и Сельмы, которые движимы любовью соответственно к мужу и сыну, у неё нет видимого мотива. Образ Карен дополняется фигурой Сюзанны, которой Карен открывается больше всего. Рокуэлл замечает, что Сюзанне соответствуют персонажи из двух других фильмов трилогии — «Додо» в «Рассекая волны» и Квальда в «Танцующей в темноте». Все они — близкие подруги «золотого сердца», не совершающие самопожертвования сами.
Кэролайн Бейнбридж выделяет в качестве доминант нарратива во всех трёх частях некую эмоциональную травму главного персонажа, трансгрессию и трансцендентность. По её мнению, все три части трилогии отчасти сделаны по канонам мелодрамы, позволяя кинематографическими средствами передать не называемые явно эмоции героинь. Хотя эстетика «Идиотов», имитирующих документальный фильм и начинающихся как комедия, предельно далека от мелодрамы, чем дальше разворачивается сюжет, тем более усиливаются мелодраматические элементы, достигая своего пика в заключительной сцене. Заключительную сцену Бейнбридж рассматривает и как отступление фон Триера от эстетики документального фильма. Если на протяжении всего фильма камера выполняет функцию проводника для зрителя и следует за действием, то в этой сцене камера начинает предвосхищать действие. Когда камера сосредотачивается на Андерсе (муже Карен), и он внезапно даёт жене пощёчину, резкая смена способа изложения усиливает эмоциональный эффект от фильма.

## Оценки и влияние
«Идиоты» были встречены критиками по-разному: оценки варьировались от восторженных до резко отрицательных. Ксан Брукс (Sight & Sound), замечая в фильме «проблески искр гениальности», находит ключевую идею фильма вторичной и банальной. С его точки зрения, «внутренний идиот» фон Триера продолжает многократно обыгранную в американском кинематографе тему восстания против общественных норм, восходящую ещё к «Бунтарю без причины». Кроме этого, Брукс видит в последней сцене фильма неудачную попытку свести воедино разные линии фильма, что нарушает красоту созданного режиссёром хаоса. Э. О. Скотт (The New York Times) иронически сравнил «Идиотов» с нашумевшим в своё время рекламным роликом «Mentos». По его мнению, в отличие от предыдущих работ фон Триера, сочетавших спорное послание с несомненной художественной ценностью, за этим фильмом не стояло ничего кроме желания эпатировать публику и вызвать у неё дискомфорт. Оуэн Глейберман (Entertainment Weekly) за верхним слоем провокации увидел возрождение духа радикального «партизанского театра» 1960-х, достигающего своего катартического психодраматического эффекта. Джим Хоберман (Village Voice) рассматривает «Идиотов» в первую очередь как фильм о кинематографе и актёрском искусстве, рефлексию крупнейшего кинопровокатора современности. Сергей Кудрявцев, низко оценивая «тупой» и «эпигонский», по его мнению, фильм «Торжество», счёл именно «Идиотов» высшим достижением «Догмы 95», фильмом, в котором достигается редкое соответствие формы и содержания. Схожее замечание делает Дэн Ниссен: если «Торжество» возможно представить в виде крупнобюджетной глянцевой постановки, то «Идиоты» действительно продемонстрировали разрыв со сложившейся эстетикой. По словам Андрея Плахова («Коммерсантъ»), «Идиоты» — это «фильм, который поначалу почти невыносимо раздражает, а в итоге кажется почти гениальным», критик увидел в нём продолжение традиции скандинавских классиков, восходящей к Августу Стриндбергу.
Манифест «Догма 95», первым воплощением которого стали «Идиоты» и имевшее более успешную фестивальную и прокатную судьбу «Торжество», оказал значительное влияние на датский кинематограф. Свои фильмы в соответствии с правилами «Догмы» сделали многие датские режиссёры, а «Итальянский для начинающих» Лоне Шерфиг и «Открытые сердца» Сюзанны Бир одновременно стали кассовыми хитами и пользовались успехом у критиков. Для сыгравшего роль Йеппе Николая Ли Коса «Идиоты» стали трамплином к статусу одного из самых востребованных датских актёров. Фильмы «Догмы» подтолкнули режиссёров по всему миру к съёмке фильмов ручной камерой, хотя в большинстве случаев созданные таким образом работы уже не ассоциировались с «Догмой». В свою очередь, «Догма» влилась в возникшую на рубеже веков общую тенденцию экспериментирования с новыми формами, позволяющими упростить производство фильма. Так, имитация документального фильма и эстетика непрофессионального кино стали важной составляющей успеха такого феномена, как «Ведьма из Блэр: Курсовая с того света» Э. Санчеса и Д. Мирика (1999). Съёмки на ручную камеру и упор на актёрскую импровизацию роднят «Идиотов» с экспериментальным фильмом М. Фиггиса «Таймкод» (2000).
В 2006 году «Идиоты» стали одним из двенадцати фильмов, которые были включены в Датский культурный канон — перечень произведений искусства, признанных важнейшей частью датского культурного наследия.

## Награды и номинации
| Награды и номинации             | Награды и номинации                     | Награды и номинации | Награды и номинации |
| Награда                         | Категория                               | Номинант            | Результат           |
| ------------------------------- | --------------------------------------- | ------------------- | ------------------- |
| Каннский кинофестиваль          | Золотая пальмовая ветвь за лучший фильм | Ларс фон Триер      | Номинация           |
| Лондонский кинофестиваль        | Приз ФИПРЕССИ                           | Ларс фон Триер      | Победа              |
| Премия «Бодил»                  | «Лучший датский фильм»                  | Ларс фон Триер      | Номинация           |
| Премия «Бодил»                  | «Лучшая главная женская роль»           | Бодиль Йоргенсен    | Победа              |
| Премия «Бодил»                  | «Лучшая мужская роль второго плана»     | Николай Ли Кос      | Победа              |
| Премия «Бодил»                  | «Лучшая женская роль второго плана»     | Анна Луиза Хассинг  | Победа              |
| Премия Европейской киноакадемии | «Лучший сценарист»                      | Ларс фон Триер      | Номинация           |
| Премия «Роберт»                 | «Лучшая актриса»                        | Бодиль Йоргенсен    | Победа              |

## Инсценировка
В 2013 году российский режиссёр Кирилл Серебренников на сцене «Гоголь-центра» поставил спектакль «Идиоты» по пьесе Валерия Печейкина, написанной по мотивам фильма фон Триера. Действие было перенесено в современную Москву, а сюжет — адаптирован к российским реалиям. Главные роли исполнили Андрей Кузичев и Оксана Фандера. Для этого спектакля Серебренников написал свою собственную «Театральную Догму 13», аналог манифеста фон Триера, в которой обязался руководствоваться «правдой существования персонажей на сцене», то есть не имитировать действие. Критики отмечали в спектакле параллели с деятельностью группы «Война» и Pussy Riot и отражение различий между более толерантным «буржуазным» датским обществом и нетерпимым российским, где игра в «идиотов» приводит к более трагическим последствиям.